# Материкові ворота

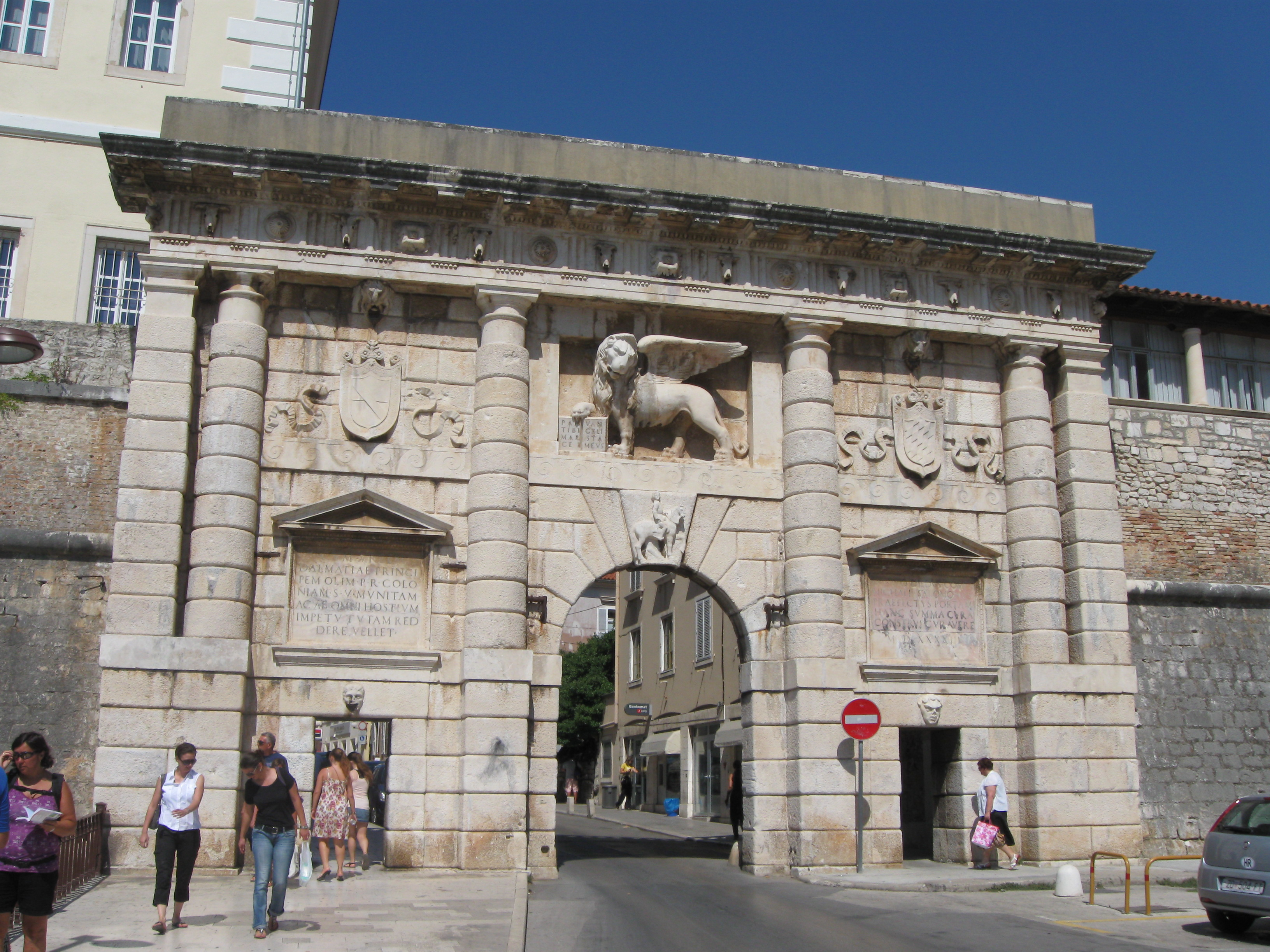
Материкові ворота

Материко́ві воро́та (хорв. Kopnena vrata) — ворота у м. Задарі (Хорватія), розташовані на півдні від бастіону Грімані біля гавані Фоша.
Свого часу ворота були головним в'їздом до міста. Збудовані у 1543 році під час комплексної перебудови задарських фортифікацій. Спроектував їх видатний венеційський архітектор Мікеле Санмікелі. Ворота вважаються однією із найцінніших пам'яток венеційського періоду в Далмації.
Ворота були збудовані як репрезентабельний потрійний в'їзд у місто, виконаний у формі класичної тріумфальної арки. У середині — широкий напівкруглий в'їзд, а по сторонам — по чотирикутному входу, більш нижчому і вужчому, для пішоходів.
Ворота гармонічно, суворо симетрично спроектовані. Скупі прикраси, що складаються із колон тосканського ордера, і архітравів із тригліфами і метопами, ще більше підкреслюють значимість і стриманість споруди. В ключовому камені центральної арки вирізаний Св. Кршеван на коні, герб міста Задара і над ним — лев Св. Марка, герб Венеційської республіки. По бокам знаходяться написи з присвятами і герби міського князя і міського капітана, у період правління яких ворота були зведені.